# Cuantificación escalar de ondículas
El algoritmo de cuantificación escalar de ondículas (WSQ, por sus siglas en inglés), es un algoritmo de compresión utilizado en las imágenes de huellas dactilares en escala de grises. Se basa en la teoría de la transformada de ondícula y se ha convertido en un estándar para el intercambio y el almacenamiento de imágenes de huellas dactilares. El WSQ fue desarrollado por la FBI, el Laboratorio Nacional de Los Álamos, y el Instituto Nacional de Estándares y Tecnología (NIST).
Este método de compresión es preferido sobre los algoritmos de compresión estándar, como JPEG, porque en las mismas proporciones de compresión, el WSQ no presenta los "artefactos de bloqueo"  y pérdida de las características a escala fina que no son aceptables para la identificación en entornos financieros y la justicia penal.
La mayoría de las fuerzas del orden estadounidenses usan la cuantificación escalar de ondículas (WSQ) - para el almacenamiento eficiente de imágenes de huellas digitales se comprimen a 500 píxeles por pulgada (ppi). Para las huellas dactilares almacenadas a 1000 ppp de resolución espacial, las organizaciones policíacas (incluyendo el FBI) utilizan JPEG 2000 en lugar de WSQ.